# Saison 3 de The Musketeers
Chronologie
Saison 2
Cet article présente le guide des épisodes de la troisième saison de la série télévisée britannique The Musketeers.
Le 2 février, BBC One renouvelle la série pour une troisième saison. Le tournage commence en avril 2015.

## Distribution
- Tom Burke : Athos
- Luke Pasqualino : D'Artagnan
- Santiago Cabrera : Aramis
- Howard Charles : Porthos
- Ryan Gage : Louis XIII
- Rupert Everett : Marquis de Feron
- Matthew McNulty : Lucien Grimaud
- Tamla Kari : Constance Bonacieux
- Maimie McCoy : Milady de Winter
- Alexandra Dowling : Anne d'Autriche
- Hugo Speer : Comte de Tréville

## Épisodes

### Épisode 1: Butin de Guerre (Spoils of War)
- Canada : 10 avril 2016 sur Showcase
- Royaume-Uni : 28 mai 2016 sur BBC One
- France : 19 décembre 2016 sur NRJ12

- Matt Stokoe (VF : Jean-François Aupied) : Capitaine Marcheaux
- Crispin Letts (VF : Philippe Roullier) : Magistrat Bellavoix
- Chris Corrigan : Voisard
- Terence Beesley (VF : Gérard Darier) : Général Lantier
- Sam Clemmett (VF : Gabriel Bismuth-Bienaimé) : Luc

### Épisode 2: Affamer Paris (The Hunger)
- Canada : 17 avril 2016 sur Showcase
- Royaume-Uni : 11 juin 2016 sur BBC One
- France : 19 décembre 2016 sur NRJ12

- Matt Stokoe (VF : Jean-François Aupied) : Capitaine Marcheaux
- Crispin Letts (VF : Philippe Roullier) : Magistrat Bellavoix
- Oliver Chris : Le Duc de Beaufort
- Francis Magee (VF : Luc Boulad) : Hubert
- Barry McCormick : Tourneur
- Ian Conningham : Nortier
- Jan Spanbauer : Le gardien de la grange

### Épisode 3: Frères d'armes (Brother in Arms)
- Canada : 24 avril 2016 sur Showcase
- Royaume-Uni : 20 juin 2016 sur BBC One
- France : 20 décembre 2016 sur NRJ12

- Matt Stokoe (VF : Jean-François Aupied) : Capitaine Marcheaux
- Lisa McGrillis (VF : Marie-Christine Robert) : Joséphine
- Richard Dormer : Christophe
- Simon Startin (VF : Michel Laroussi) : Leopold

### Épisode 4: Les diamants de la reine (The Queen's Diamonds)
- Canada : 1er mai 2016 sur Showcase
- Royaume-Uni : 25 juin 2016 sur BBC One
- France : 21 décembre 2016 sur NRJ12

- Matt Stokoe (VF : Jean-François Aupied) : Capitaine Marcheaux
- Allan Corduner (VF : Patrick Osmond) : Van Laar
- James Callis (VF : Pierre-François Pistorio) : Émile Bonnaire
- Harriet Thorpe (VF : Virginie Kartner) : Lady Françoise
- Olivia Poulet (VF : Rafaèle Moutier) : Henriette Marie
- Sarah Smart : Caroline
- Michael Peavoy : Corelle
- David Pearse : Dube
- Laura Haddock (VF : Adeline Moreau) : Pauline
- Paul McGann : St Pierre

### Épisode 5: L'usurpateur (To Play the King)
- Canada : 8 mai 2016 sur Showcase
- Royaume-Uni : 2 juillet 2016 sur BBC One
- France : 22 décembre 2016 sur NRJ12

- Matt Stokoe (VF : Jean-François Aupied) : Capitaine Marcheaux
- Allan Corduner (VF : Patrick Osmond) : Van Laar
- Naomi Radcliffe (VF : Marie-Christine Robert) : Annabelle
- Stephen Walters (VF : Eric Legrand) : Borel
- Ernesto Cekan : Moreau
- Iain McKee (VF : Jérôme Frossard) : Joubert

### Épisode 6: Mort d'un héros (Death of a Hero)
- Canada : 15 mai 2016 sur Showcase
- Royaume-Uni : 9 juillet 2016 sur BBC One
- France : 23 décembre 2016 sur NRJ12

- Matt Stokoe (VF : Jean-François Aupied) : Capitaine Marcheaux

### Épisode 7: L'or des dupes (Fool's Gold)
- Canada : 22 mai 2016 sur Showcase
- Royaume-Uni : 16 juillet 2016 sur BBC One
- France : 26 décembre 2016 sur NRJ12

- Lily Loveless (VF : Ludivine Maffren) : Elodie
- Harry Melling (VF : Nathanel Alimi) : Bastien
- Fiona O'Shaughnessy (VF : Pauline de Meurville) : Juliette
- Meera Syal (VF : Odile Schmitt) : Theresa
- Matt Cross : Durand
- Philip Barantini (VF : Benjamin Gasquet) : Robert

### Épisode 8: Prisonniers de guerre (Prisoner of War)
- Canada : 29 mai 2016 sur Showcase
- Royaume-Uni : 23 juillet 2016 sur BBC One
- France : 27 décembre 2016 sur NRJ12

- Matt Stokoe (VF : Jean-François Aupied) : Capitaine Marcheaux
- Robert Glenister : Le Duc de Lorraine
- Tom McCall : Espoir

### Épisode 9: Le butin (The Prize)
- Canada : 5 juin 2016 sur Showcase
- Royaume-Uni : 30 juillet 2016 sur BBC One
- France : 28 décembre 2016 sur NRJ12

- Matt Stokoe (VF : Jean-François Aupied) : Capitaine Marcheaux
- Crispin Letts (VF : Philippe Roullier) : Magistrat Bellavoix
- Robert Glenister : Le Duc de Lorraine
- Melanie Kilburn : Audrey
- Victoria Alcock (VF : Marie Colette) : Claudette

### Épisode 10: Tous pour un (We Are the Garrison)
- Canada : 12 juin 2016 sur Showcase
- Royaume-Uni : 6 août 2016 sur BBC One
- France : 29 décembre 2016 sur NRJ12

- Matt Stokoe (VF : Jean-François Aupied) : Capitaine Marcheaux
- Lily Loveless (VF : Ludivine Maffren) : Elodie

L'épisode final de la série a le même titre que le premier.
Le Cadet Clairmont, Madame Rastoil, le Capitaine Marcheaux, Grimaud et Gaston meurent dans cet épisode.